# Teufelssteine im Hünxer Wald
Koordinaten: 51° 36′ 31,2″ N, 6° 49′ 33,3″ O
Die Teufelssteinen im Hünxer Wald sind der Sage nach vom Teufel dorthin geworfen worden, als er versuchte, mit ihnen die Kirche in Hünxe zu zerstören. Sie liegen unweit der Bergerstraße, die von Dinslaken nach Kirchhellen führt, in der Hohen Ward. Geologisch betrachtet handelt es sich bei den fünf Steinen am Teufelssteinweg um Tertiärquarzite. Sie entstanden vor Ort gegen Ende der Braunkohlenzeit vor etwa 10 Millionen Jahren durch Verkieselung des Sandbodens und sind damit keine Findlinge im eigentlichen Sinne. Die Löcher im Gestein stammen von Baumwurzeln. Die Quarzite haben eine Höhe von 0,33 bis 0,76 m und eine Größe von 1,0 × 1,5 m bis 3,5 × 4,1 m. Zum Teil sind sie im sumpfigen Waldboden versunken, von Buchenlaub bedeckt und mit Moos bewachsen. In einigen sind Symbole und Texte eingeritzt.
Die Teufelssteine sind ein Naturdenkmal. Als ND 27 ist es in der Naturdenkmalliste Kreis Wesel im Landschaftsplan Raum Hünxe und Schermbeck gelistet.

## Die Teufelssteine
Viele kennen nur die vier Teufelssteine, die vom Holzsteg am Teufelssteinweg aus zu entdecken sind. Das Naturdenkmal besteht jedoch aus fünf Steinen:
|  |  |  |  |

## Von Riesen, dem Teufel und der Hünxer Kirche
Über die Herkunft der Teufelssteine im Hünxer Wald gibt es mehrere Sagen. Die eine berichtet von zwei Riesen, Vater und Sohn, die hier bei einem Jagdausflug an Auerochsen und Bären vorbeikamen.
Auf dem Weg von der Kirchhellener Heide zu den Testerbergen fing der junge Riese an zu hinken, weil ihm Sand in den Holzschuh gerutscht war und scheuerte. Um seinen Schmerz zu verbergen, biss er die Zähne fest zusammen, weil er keine Schwäche zeigen und ein richtiger Riese sein wollte und kein schlapper Kerl. Das galt bei dem Geschlecht der Riesen als ein Nachteil und man wurde schnell zum Gespött. Am Kürbaum konnte der Riesensohn nicht mehr weiter, weil ihm der Fuß so schmerzte. Jammernd wandte er sich an den Riesenvater und klagte sein Leid. Dieser riet ihm, den Dreck aus dem Holzschuh zu schütteln. Das tat der Sohn dann auch. In den Riesenklompen befanden sich ein großer und zwei kleine Steinchen. Er schnippte sie mit dem Finger ins Gebüsch und in den Sumpf. Erlöst und befreit von seinen Schmerzen setzte der Junge mit seinem Vater die Jagd fort. Die „Steinchen“ liegen heute noch im Hünxer Wald und auf dem größten kann man den Fingerabdruck des Riesen erkennen.
Bekannter ist jedoch die Geschichte vom steineschmeißenden Teufel aus den Testerbergen westlich von Hünxe.
Als im 15. Jahrhundert die Hünxer Kirche gebaut wurde, mißfiel das dem Teufel so sehr, dass er nach einem Weg suchte, sie zu zerstören. Schlecht gelaunt beobachtete er Tag für Tag das Fortschreiten der Arbeiten und entdeckte von seinem Aussichtspunkt aus, dass auch in anderen Städten des Lippetals Kirchen gebaut wurden. Es passte ihm ganz und gar nicht, dass sich das Christentum am Niederrhein immer weiter ausbreitete. In seiner Wut grübelte er darüber nach, wie er den Kirchenneubau verhindern konnte und fand keine Lösung. Die Kirche war errichtet und schon begann man mit dem Bau des Glockenturms. In seiner Verzweiflung wandte er sich an seine Großmutter. Sie hatte immer einen Rat, wenn der Teufel nicht mehr weiter wusste. „Du bist doch so stark“, sagte sie zu ihm. „Warum zerschmetterst du das Bauwerk nicht einfach mit Felsbrocken?“

Das gefiel dem Teufel und seine Laune besserte sich ein wenig. Jetzt wollte er, schadenfroh wie er war, die Schmach der Menschen auskosten und wartete ungeduldig bis der Wetterhahn auf der Kirchturmspitze zu sehen war. Dann wollte er zuschlagen. Tagtäglich stieg er auf den Testerberg und als der goldene Wetterhahn in der Sonne glänzte, kannte seine Wut keine Grenzen mehr. Er nahm einen dicken Felsbrocken und schleuderte ihn kraftvoll in Richtung der Kirche. Er hatte jedoch nicht die Entfernung richtig eingeschätzt. Der Stein flog bis in den Dämmerwald. Der zweite Wurf war zu schwach und viele weitere Zielversuche schlugen fehl, weil der Teufel jedesmal von der Sonne geblendet wurde, die sich im Wetterhahn spiegelte. Entmutigt gab der Teufel sein Vorhaben auf. Man sagt, an jenem Tage hat im Lippetal die Erde gebebt. Die Steine sind heute noch in der Umgebung zu finden. Damit der Teufel aber nicht noch einmal auf die Idee käme, die Hünxer Kirche mit Steinen zu beschmeißen, mauerte man den kleinsten Teufelsstein in die Fassade der Kirche ein. Man findet ihn 6 m rechts von der Eingangstür der Evangelischen Dorfkirche.

## Sonstiges
Nicht weit von den Teufelssteinen entfernt befindet sich der Kürbaum. Er markiert einen alten germanischen Thingplatz mit einem Findling. Einst stand dort eine uralte mächtige Eiche, die mit einer Buche zusammengewachsen war. Der Baum diente als Gerichtsbaum und hier wurde den Göttern geopfert sowie die Anführer gewählt. Der heidnische Kultplatz wurde bis ins Mittelalter hinein als Gerichtsstätte genutzt. Er markiert die Grenze zwischen den Orten Hünxe, Dinslaken und Grafschaft. 1937 brach der alte Kürbaum zusammen. An seiner Stelle wurde neben dem Stumpf eine junge Blutbuche gepflanzt. Standort